# Sărnevo, Burgas
Sărnevo (în bulgară Сърнево) este un sat în comuna Karnobat, regiunea Burgas,  Bulgaria. 

## Demografie
Componența etnică a satului Sărnevo
     Turci (2,34%)
     Bulgari (93,42%)
     Romi (2,81%)
     Nicio identificare (1,4%)
La recensământul din 2011, populația satului Sărnevo era de 213 locuitori. Din punct de vedere etnic, majoritatea locuitorilor (93,42%) erau bulgari, existând și minorități de romi (2,81%) și turci (2,34%). Pentru 1,4% din locuitori nu este cunoscută apartenența etnică.